# Marjus Vajsberg
Marjus Vajsberg (russisk: Марюс Эрикович (Эрнстович) Вайсберг) (født 1. april 1971 i Moskva i Sovjetunionen) er en russisk filminstruktør og manuskriptforfatter.

## Filmografi
- Gitler kaput! (Гитлер капут!, 2008)[1][2]
- Ljubov v bolsjom gorode (Любовь в большом городе, 2009)
- Babusjka ljogkogo povedenija (Бабушка лёгкого поведения, 2017)
- Notjnaja smena (Ночная смена, 2018)